# Uli Vos
Ullrich (Uli) Vos  (Mönchengladbach, 2 september 1946) is een voormalig hockeyer uit Duitsland. 
Vos kwam uit voor West-Duitse hockeyploeg en nam driemaal deel aan de Olympische Spelen en won in 1972 de gouden medaille. Ook nam Vos deel aan de eerste drie wereldkampioenschappen en behaalde daarbij in 1973 en 1975 de bronzen medaille.

## Erelijst
- 1968 – 4e Olympische Spelen in Mexico-stad
- 1971 – 5e Wereldkampioenschap in Barcelona
- 1972 –  Olympische Spelen in München
- 1973 –  Wereldkampioenschap in Amstelveen
- 1975 –  Wereldkampioenschap in Kuala Lumpur
- 1976 – 5e Olympische Spelen in Montreal